# Levkopenija
Levkopeníja je znižanje števila belih krvničk (levkocitov) v krvi pod vrednostjo 4.000 na mikroliter. Zniža se lahko število različnih podvrst belih krvnih celic, največkrat gre za nevtrofilne granulocite (nevtropenija). Pri zmanjšanju števila limfocitov (limfopenija) se skupno število belih krvničk le redkokdaj zmanjša. Pri znatnejšem znižanju števila levkocitov v krvi je bolnik podvržen okužbam, saj je prvotna funkcija levkocitov obramba pred infekti.
Nasprotno, torej povišano število belih krvničk, imenujemo levkocitoza.

## Vzroki
Levkopenijo lahko povzročajo zdravljenje s kemoterapijo, obsevanje, levkemija, mielofibroza, aplastična anemija, sepsa ... Vzrok so lahko tudi različne okužbe (tifus, malarija, HIV, jetika ...), povečanje vranice, pomanjkanje folatov ... Tudi številna zdravila lahko povzročijo levkopenijo (npr. klozapin, imunosupresivi, antipsihotiki).

## Diagnoza
Levkopenija se prepozna s štetjem belih krvničk v krvi (bela krvna slika).

## Zdravljenje
Le redke zdravstvene ustanove v svetu omogočajo nadomeščanje granulocitov s krvnimi pripravki v obliki transfuzije in prav tako pogosto ni učinkovito, saj imajo granulociti, prejeti s transfuzijo, kratko življenjsko dobo. Povišanje koncentracije levkocitov lahko z zdravili zvišajo z dajanjem hematopoetskih rastnih dejavnikov, kot je G-CSF (granulocitne kolonije stimulirajoči faktor), ki ga vsebuje na primer zdravilo filgrastim.